# Cantone di La Châtre
Il Cantone di La Châtre è una divisione amministrativa dell'arrondissement di La Châtre e dell'arrondissement di Issoudun.
A seguito della riforma approvata con decreto del 18 febbraio 2014, che ha avuto attuazione dopo le elezioni dipartimentali del 2015, è passato da 19 a 34 comuni.

## Composizione
I 19 comuni facenti parte prima della riforma del 2014 erano:
- La Berthenoux
- Briantes
- Champillet
- Chassignolles
- La Châtre
- Lacs
- Lourouer-Saint-Laurent
- Le Magny
- Montgivray
- Montlevicq
- La Motte-Feuilly
- Néret
- Nohant-Vic
- Saint-Août
- Saint-Chartier
- Saint-Christophe-en-Boucherie
- Thevet-Saint-Julien
- Verneuil-sur-Igneraie
- Vicq-Exemplet

Dal 2015 i comuni appartenenti al cantone sono i seguenti 34:
- La Berthenoux
- Bommiers
- Briantes
- Brives
- Champillet
- La Châtre
- Condé
- Feusines
- Lacs
- Lignerolles
- Lourouer-Saint-Laurent
- Meunet-Planches
- Montlevicq
- La Motte-Feuilly
- Néret
- Neuvy-Pailloux
- Nohant-Vic
- Pérassay
- Pouligny-Notre-Dame
- Pouligny-Saint-Martin
- Pruniers
- Saint-Août
- Saint-Aubin
- Saint-Chartier
- Saint-Christophe-en-Boucherie
- Sainte-Sévère-sur-Indre
- Sazeray
- Thevet-Saint-Julien
- Thizay
- Urciers
- Verneuil-sur-Igneraie
- Vicq-Exemplet
- Vigoulant
- Vijon